# Borussia Dortmund
O Ballspielverein Borussia 09 e. V. Dortmund, mais conhecido como Borussia Dortmund, ou apenas Borussia ou Dortmund, é um clube desportivo alemão sediado em Dortmund, Renânia do Norte-Vestefália. O Dortmund joga na Bundesliga, a primeira divisão do sistema do campeonato alemão de futebol. As cores do clube são a preta e a amarela, dando ao clube o apelido de Schwarzgelben, sinônimo delas em alemão.
O Borussia foi fundado em 1909 por dezoito jogadores de futebol de Dortmund, o departamento de futebol faz parte de um grande clube esportivo com mais de 145.000 membros, o que faz do BVB o segundo maior clube esportivo da Alemanha. Borussia é a palavra latina para Prússia.
O Borussia Dortmund venceu oito campeonatos alemães, sete DFB-Pokals, seis DFL-Supercups, uma Liga dos Campeões, uma Taça dos Clubes Vencedores de Taças e uma Copa Intercontinental. A conquista da Taça dos Clubes Vencedores de Taças em 1966 fez dele o primeiro clube alemão a conquistar um título europeu.
Desde 1974, o Dortmund tem jogado em seus jogos em casa no Westfalenstadion. O estádio é o maior da Alemanha e o Dortmund tem a maior média de público no mundo. O clube tem uma longa rivalidade com o clube vizinho do Vale do Ruhr, o Schalke 04, com quem disputa o clássico conhecido como Revierderby, também possuindo uma rivalidade com o Bayern de Munique, os quais fazem o Der Klassiker. Seu maior ídolo é Marco Reus.

## História

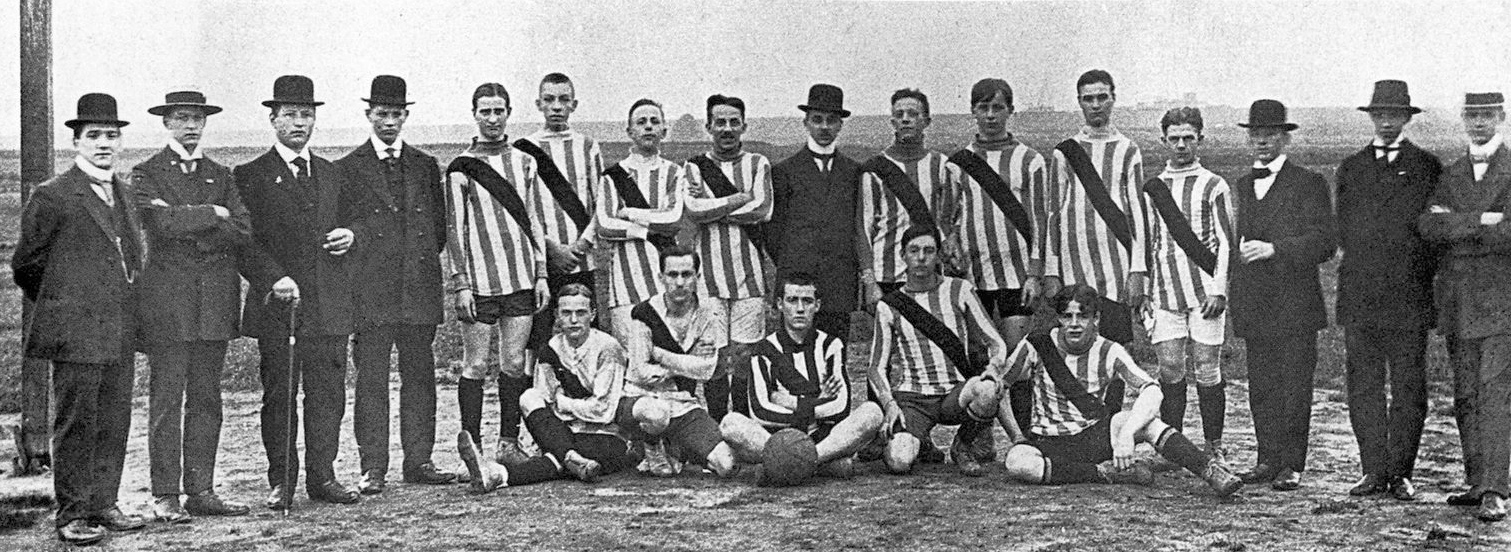
Borussia Dortmund em 1913

### Fundação e primeiros anos
O clube foi fundado em 19 de dezembro de 1909 por um grupo de jovens infelizes com o clube Trinity Youth, que era patrocinado pela Igreja Católica, onde jogavam futebol sob o olhar severo e antipático do pároco local.
Os fundadores foram Franz e Paul Braun, Henry Cleve, Hans Debest, Paul Dziendzielle, Franz, Julius e Wilhelm Jacobi, Hans Kahn, Gustav Müller, Franz Risse, Fritz Schulte, Hans Siebold, August Tönnesmann, Heinrich e Robert Unger, Fritz Weber e Franz Wendt. O nome Borussia vem do latim e significa Prússia, mas foi tirado da cerveja Borussia. A equipe começou a jogar com camisas listradas azul e branco com uma faixa vermelha e shorts pretos. Em 1913, eles vestiram as listras pretas e amarelas tão familiares hoje.
Nas décadas seguintes, o clube desfrutou de um modesto sucesso jogando em ligas locais. Eles quase foram a falência em 1929, quando eles fizeram a contratação de alguns jogadores profissionais e isso deixou a equipe profundamente endividada. Eles sobreviveram apenas através da generosidade de um torcedor que cobriu o déficit da equipe de seu próprio bolso.
A década de 1930 assistiu à ascensão do Terceiro Reich, que reestruturou organizações esportivas em todo o país para se adequar aos objetivos do regime. O presidente do Borussia foi substituído quando ele se recusou a se juntar ao Partido Nazista e alguns membros que secretamente usaram os escritórios do clube para produzir panfletos antinazistas foram executados nos últimos dias da guerra.
O clube teve sucesso no recém-criado Gauliga Westfalen, a liga de futebol mais importante da província de Westfalia da Prússia, do pequeno Estado Livre de Lippe durante o periodo da Alemania Nazista, entre 1933 e 1945, mas teria que esperar até depois da Segunda Guerra Mundial para fazer um grande avanço. Foi nessa época que o Borussia desenvolveu sua intensa rivalidade com o Schalke 04 de Gelsenkirchen, o time mais bem-sucedido da época.
Como qualquer outra organização na Alemanha, o Borussia foi dissolvido pelas autoridades de ocupação dos Aliados após a guerra, numa tentativa de distanciar as instituições do país de seu passado recente nazista. Houve uma curta tentativa de fundir o clube com dois outros - Werksportgemeinschaft Hoesch e Freier Sportverein 98 - como Sportgemeinschaft Borussia von 1898, mas foi com o nome de Ballspiel-Verein Borussia (BVB) que eles fizeram sua primeira aparição na final da liga nacional em 1949.

### Primeiros títulos nacionais

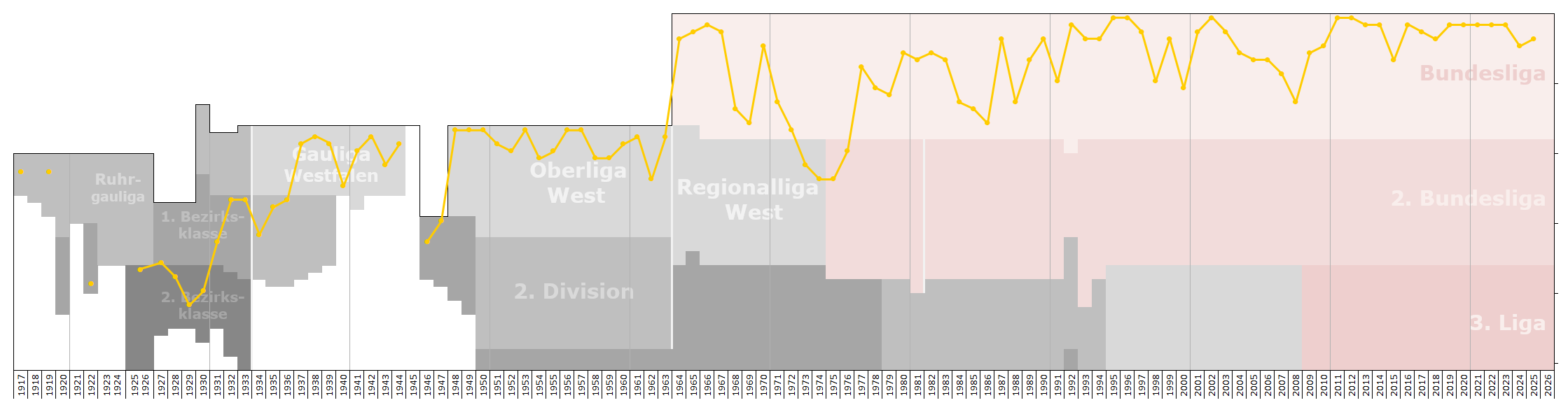
Gráfico do histórico do desempenho do Borussia Dortmund

Entre 1946 e 1963, o Borussia jogou na Oberliga West, a primeira divisão do futebol alemão no final dos anos 50. Em 1949, o Borussia chegou à final em Stuttgart contra o VfR Mannheim mas perderam por 3-2 na prorrogação.
O clube conquistou seu primeiro título nacional em 1956 depois de uma vitória por 4-2 sobre o Karlsruher SC. Um ano depois, o Borussia derrotou o Hamburger SV por 4-1 e conquistou seu segundo título nacional. Em 1963, o Borussia venceu a última edição da Oberliga West (antes da introdução da nova Bundesliga) para garantir seu terceiro título nacional.

### Estreia na Bundesliga
Em 1962, a DFB reuniu-se em Dortmund e votou pelo estabelecimento de uma liga profissional de futebol começando em agosto de 1963 sob o nome de Bundesliga. O Borussia Dortmund conquistou o seu lugar entre os primeiros dezesseis clubes a disputar a liga ao vencer o último campeonato nacional pré-Bundesliga. Friedhelm Konietzka, do Dortmund, marcou o primeiro gol da Bundesliga em uma derrota por 3-2 para o Werder Bremen.
Em 1965, o Dortmund conquistou sua primeira DFB-Pokal. Em 1966, o Dortmund venceu a Taça dos Clubes Vencedores de Taças por 2-1 contra o Liverpool com os gols de Sigfried Held e Reinhard Libuda.
Os anos 1970 foram caracterizados por problemas financeiros, rebaixamento da Bundesliga em 1972 e a inauguração do Westfalenstadion, em homenagem a sua região natal, Westphalia, em 1974. O clube retornou à Bundesliga em 1976.
Dortmund continuou a ter problemas financeiros nos anos 80. O BVB evitou ser rebaixado em 1986 ao vencer o terceiro jogo decisivo contra o Fortuna Köln, depois de terminar a temporada regular em 16º lugar. O Dortmund não teve qualquer sucesso significativo novamente até uma vitória por 4-1 sobre o Werder Bremen na DFB-Pokal em 1989. Eles, em seguida, venceram o DFL-Supercup de 1989 ganhando por 4–3 do Bayern de Munique.[carece de fontes?]

### Idade de ouro: Anos 90
Em 1992, Ottmar Hitzfeld levou o Borussia Dortmund ao segundo lugar na Bundesliga e teria vencido o título se o Stuttgart não tivesse vencido o seu último jogo para se tornar campeão.
Juntamente com o quarto lugar na Bundesliga, o Dortmund chegou à final da Copa da UEFA de 1993 mas perdeu por 6-1 para a Juventus. Apesar desse resultado, o Borussia saiu com um prêmio de 25 milhões pelo sistema de premiação em dinheiro na época para os times alemães que participavam da Copa. Com esse dinheiro, eles foram capazes de contratar jogadores que mais tarde trouxeram numerosas honras nos anos 90.
Sob a chefia do Bola de Ouro de 1996, Matthias Sammer, o Borussia Dortmund ganhou títulos da Bundesliga em 1995 e 1996. O Dortmund também venceu a DFL-Supercup contra o Borussia Mönchengladbach em 1995 e o Kaiserslautern em 1996.
Na temporada de 1996-97, a equipe chegou à sua primeira final da Liga dos Campeões. Numa memorável final jogada no Estádio Olímpico de Munique, o Dortmund enfrentou a Juventus. Dortmund levantou o troféu com uma vitória por 3-1 com gols de Lars Ricken e Karl-Heinz Riedle (duas vezes).
Dortmund, em seguida, bateu o Cruzeiro por 2-0 na final da Copa Europeia/Sul-Americana de 1997 para se tornar o campeão do mundo. O Borussia Dortmund foi o segundo clube alemão a vencer a Copa Intercontinental, depois do Bayern de Munique em 1976.

### Século 21 e Borussia "vai ao público"

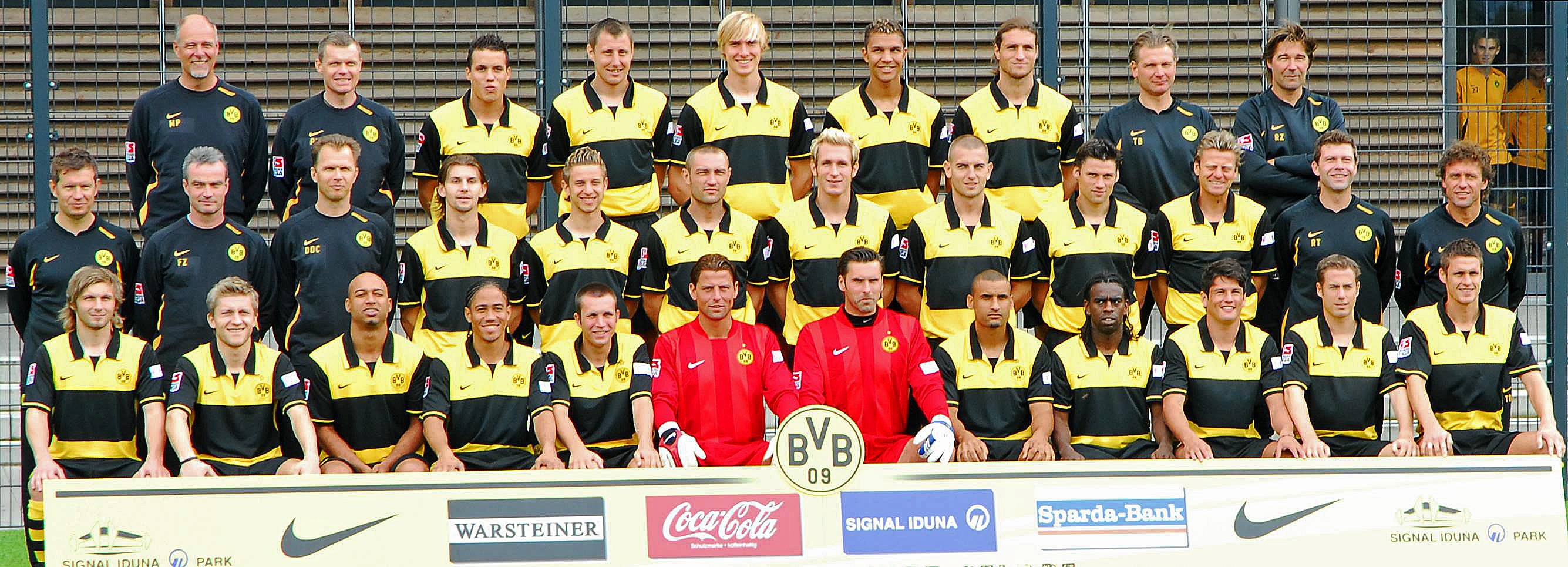
Borussia Dortmund em 2007

Em outubro de 2000, o Borussia Dortmund tornou-se o primeiro - e até agora o único - clube de capital aberto do mercado de ações alemão.
Em 2002, o Borussia Dortmund conquistou seu terceiro título da Bundesliga. Eles tiveram uma notável corrida no final da temporada para ultrapassar o Bayer Leverkusen e garantir o título na última rodada. O treinador Matthias Sammer tornou-se a primeira pessoa na história do Borussia Dortmund a vencer a Bundesliga como jogador e treinador. Na mesma temporada, o Borussia perdeu a final da Copa da UEFA de 2001-02 para o Feyenoord.
A sorte de Dortmund, então, declinou de forma constante por vários anos. A má gestão financeira conduziu a uma pesada carga de dívidas e à venda dos seus terrenos no Westfalenstadion. A situação foi agravada pela incapacidade de avançar na Liga dos Campeões da UEFA de 2003-04, quando a equipe foi eliminada nos pênaltis para o Club Brugge.
Em 2003, o Bayern de Munique emprestou 2 milhões de euros ao Dortmund para pagar sua folha de pagamento. O Borussia foi novamente levado à beira da falência em 2005, o valor original de € 11 de suas ações despencou mais de 80% na Bolsa de Valores de Frankfurt. A resposta à crise incluiu um corte salarial de 20% para todos os jogadores. Em 2006, a fim de reduzir a dívida, o Westfalenstadion foi renomeado para "Signal Iduna Park", após uma companhia de seguros local comprar os direitos.
O Dortmund sofreu um início ruim na temporada de 2005-06, mas conseguiu terminar em sétimo lugar na Bundesliga. A administração do clube indicou que o clube voltou a mostrar lucro; isto foi em grande parte relacionado com a venda de David Odonkor para o Real Betis e Tomáš Rosický para o Arsenal.
Na temporada de 2006-07, o Dortmund inesperadamente enfrentou sérios problemas de rebaixamento pela primeira vez em anos. Eles conseguiram se salvar por apenas um ponto.
Na temporada de 2007-08, o Dortmund perdeu para muitos clubes menores da Bundesliga. Apesar de terminar em 13º na tabela, o Dortmund chegou à final da DFB-Pokal contra o Bayern de Munique, onde perdeu por 2-1 na prorrogação. A aparição na final qualificou Dortmund para a Copa da UEFA, porque o Bayern já tinha se classificado para a Liga dos Campeões. Thomas Doll renunciou em 19 de maio de 2008 e foi substituído por Jürgen Klopp.

### Retorno aos títulos

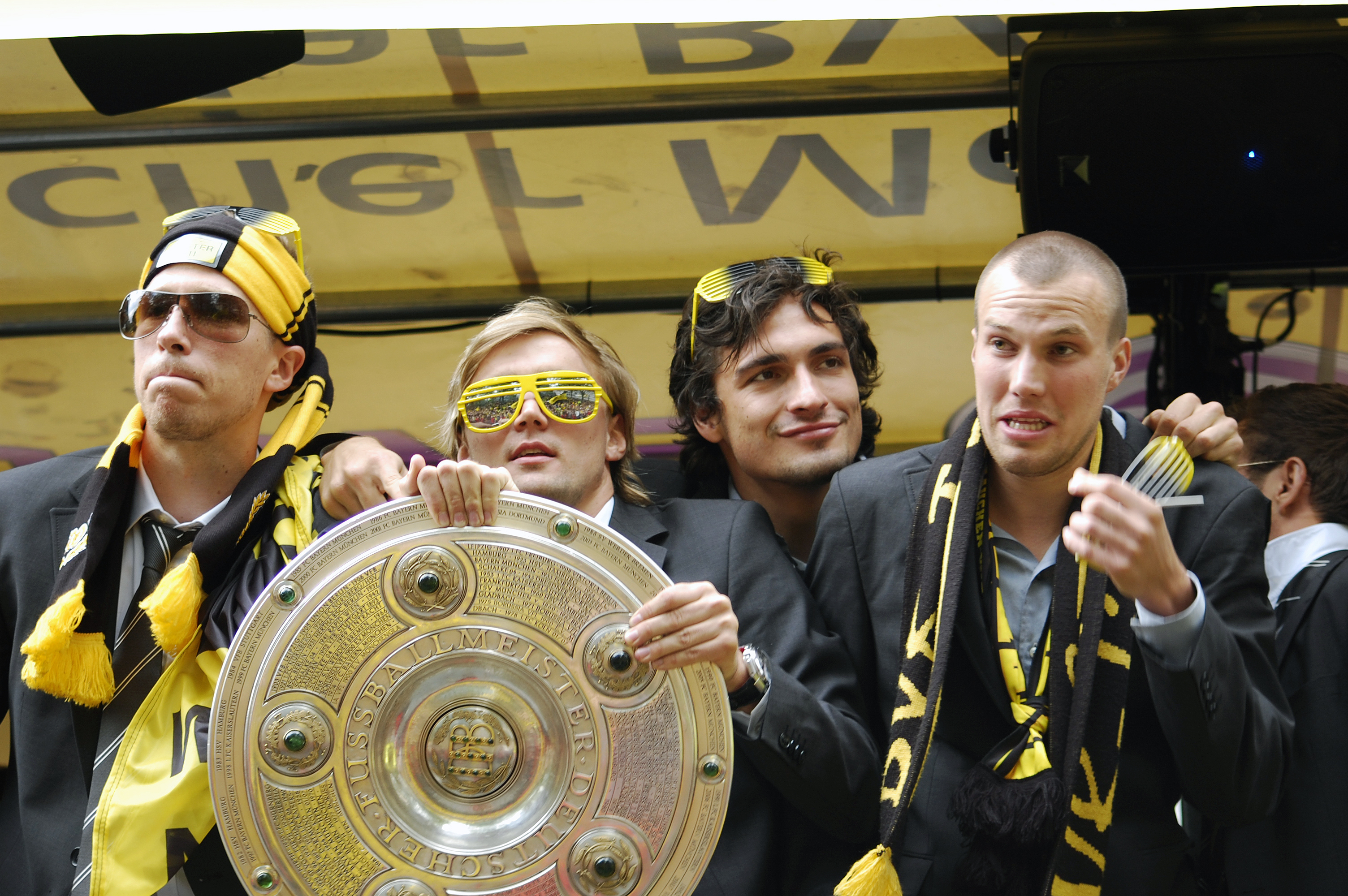
Jogadores do Borussia Dortmund comemoram a conquista da Bundesliga em 2011

Na temporada de 2009-10, o Dortmund de Klopp terminou em quinto na Bundesliga e se classificou para a UEFA Europa League.
Na temporada de 2010-2011, Dortmund apresentou uma equipe jovem e vibrante. Em 4 de dezembro de 2010, o Borussia tornou-se Herbstmeister ("Campeão de Outono"), um prêmio não oficial que vai para o líder da liga nas férias de inverno. Em 30 de abril de 2011, o clube venceu o Nürnberg por 2-0 em casa e garantiu o título da Bundesliga com dois jogos de antecedência. Este título igualou os sete títulos nacionais dos rivais Schalke 04.
Um ano depois, o Dortmund foi bicampeão da Bundesliga depois de uma vitória sobre o Borussia Mönchengladbach. Na 34ª e última rodada, o Dortmund estabeleceu um novo recorde com o maior número de pontos conquistados por um clube em uma temporada da Bundesliga. Isso foi superado na temporada seguinte pelos 91 pontos do Bayern de Munique. O oitavo título do clube o coloca em terceiro no total de títulos nacionais e os jogadores agora usarão duas estrelas em seu uniforme, em reconhecimento aos cinco títulos da equipe na Bundesliga. Nomes notáveis da equipe vencedora incluem Lucas Barrios, Mario Götze, Neven Subotić, Mats Hummels, Robert Lewandowski, Shinji Kagawa, Lukasz Piszczek, Jakub Blaszczykowski, Kevin Großkreutz, Ivan Perišić e İlkay Gündoğan.
O clube culminou a sua bem sucedida temporada de 2011-12, vencendo a dobradinha pela primeira vez ao derrotar o Bayern por 5-2 na final da DFB-Pokal. O Borussia Dortmund é um dos quatro clubes alemães a conquistar o título da Bundesliga e da DFB-Pokal na mesma temporada, juntamente com o Bayern de Munique, o Köln e o Werder Bremen.
O Borussia Dortmund terminou a temporada de 2012-2013 em segundo lugar na Bundesliga e chegou a sua segunda final da Liga dos Campeões da UEFA contra o Bayern de Munique no estádio de Wembley. Eles perderam a final por 2-1.
Na temporada de 2013-14, o Borussia Dortmund venceu a DFL-Supercup por 4-2 contra o Bayern de Munique. Eles termiram em segundo na Bundesliga e chegaram a Final da Copa da Alemanha, perdendo por 0-2 para o Bayern.
Eles então começaram sua temporada de 2014-15, derrotando o Bayern na DFL-Supercup por 2-0. No entanto, esta vitória não seria suficiente para inspirar o elenco a uma sólida prestação no início da temporada com o Dortmund a registar vários resultados ruins. Durante o inverno, Dortmund lutou contra o rebaixamento, mas conseguiu escapar depois de quatro vitórias consecutivas em fevereiro. Em 15 de abril de 2015, Jürgen Klopp anunciou que, após sete anos, deixaria o Dortmund. Quatro dias depois, o Dortmund anunciou que Thomas Tuchel iria substitui-lo no final da temporada. A última temporada de Klopp, no entanto, terminaria com a equipe perdendo a DFB-Pokal para o Wolfsburg.
Na temporada de 2015-16, o Dortmund começou em alta tendo cinco vitórias consecutivas. O Dortmund manteve suas atuações, vencendo 24 dos 34 jogos do campeonato mas acabou perdendo o título para o Bayern e se tornou o melhor time vice-campeão da Bundesliga de todos os tempos. Na DFB-Pokal, o Dortmund chegou à final da competição, pelo terceiro ano consecutivo, mas perdeu para o Bayern de Munique nos pênaltis.
Em 11 de abril de 2017, três explosões ocorreram perto do ônibus da equipe a caminho de uma partida da Liga dos Campeões contra o Monaco no Signal Iduna Park. O defensor Marc Bartra foi atingido e levado para o hospital. O autor do atentado foi identificado como Sergey Wenergold, um especulador russo que pretendia lucrar com a desvaloriação do clube após comprar opções de venda de suas ações. O treinador do Dortmund, Thomas Tuchel, culpou a derrota como resultado de uma decisão ignorante da UEFA. A UEFA disse que a equipe não fez objeções ao jogo e que a decisão foi tomada em conformidade com o clube e a polícia local. Em 26 de abril, o Dortmund derrotou o Bayern de Munique por 3-2 em Munique para avançar para a Final da DFB-Pokal, quarta final consecutiva do Dortmund e quinta em seis temporadas. Em 27 de maio, o Dortmund venceu a DFB-Pokal derrotando o Eintracht Frankfurt.

## Títulos
| MUNDIAIS     | MUNDIAIS                  | MUNDIAIS | MUNDIAIS                                                       |
|              | Competição                | Títulos  | Temporadas                                                     |
| ------------ | ------------------------- | -------- | -------------------------------------------------------------- |
|              | Copa Intercontinental     | 1        | 1997                                                           |
| CONTINENTAIS |                           |          |                                                                |
|              | Competição                | Títulos  | Temporadas                                                     |
|              | Liga dos Campeões da UEFA | 1        | 1996–97                                                        |
|              | Recopa Europeia da UEFA   | 1        | 1965–66                                                        |
| NACIONAIS    |                           |          |                                                                |
|              | Competição                | Títulos  | Temporadas                                                     |
|              | Campeonato Alemão         | 8        | 1956, 1957, 1963, 1994–95, 1995–96, 2001–02, 2010–11 e 2011–12 |
|              | Copa da Alemanha          | 5        | 1964–65, 1988–89, 2011–12, 2016–17 e 2020–21                   |
|              | Supercopa da Alemanha     | 6        | 1989, 1995, 1996, 2013, 2014 e 2019                            |

## Estrutura

### Estádio

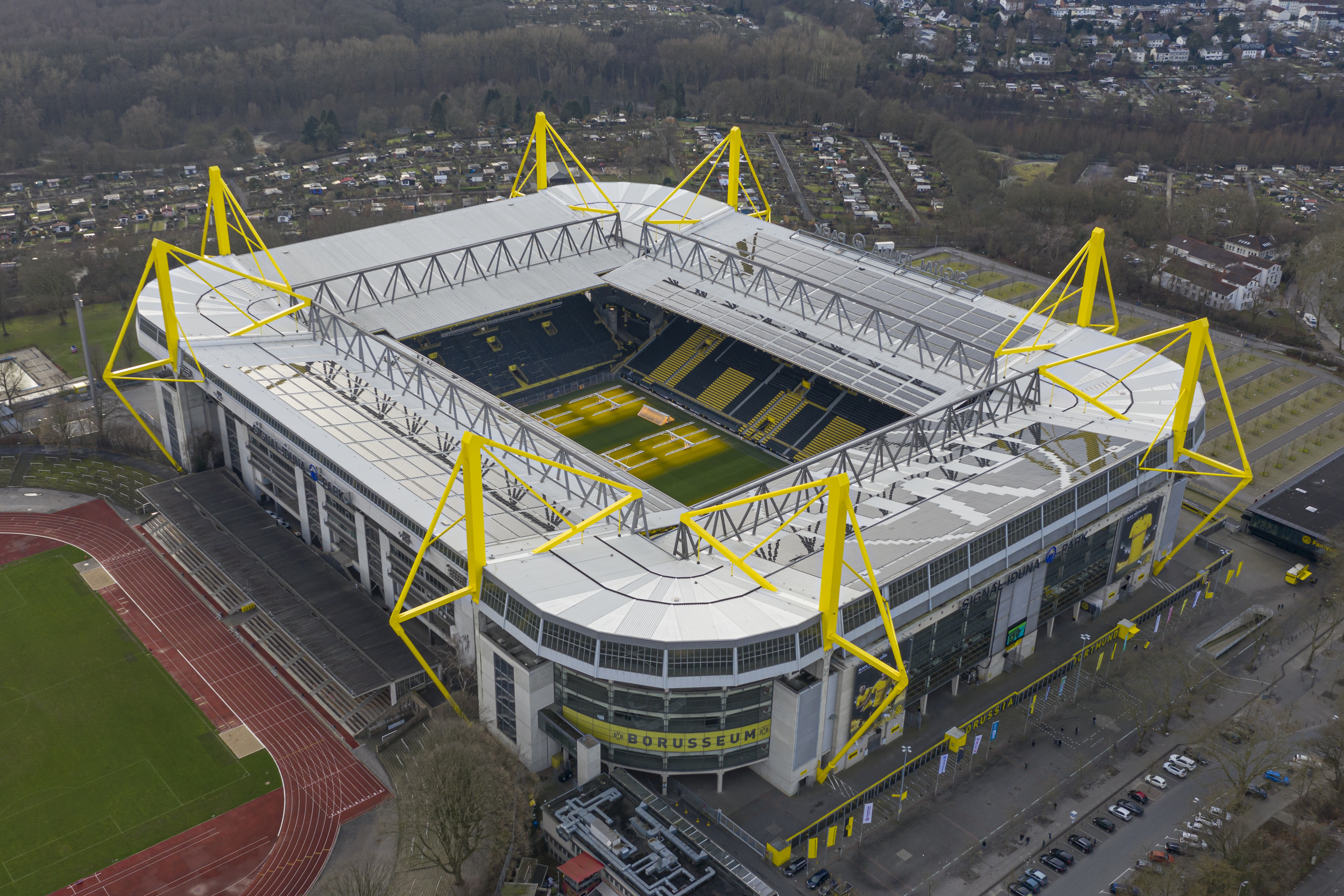
Signal Iduna Park é o maior estádio da Alemanha

O Westfalenstadion é o estádio do Borussia Dortmund, o maior estádio da Alemanha e o quinto maior da Europa. O estádio é oficialmente chamado de "Signal Iduna Park" depois que a seguradora Signal Iduna comprou os direitos para nomear o estádio até 2021, tendo o contrato prorrogado até 2031. Este nome, no entanto, não pode ser usado para sediar eventos da FIFA e da UEFA, já que esses órgãos têm políticas proibindo o patrocínio corporativo.  Durante a Copa do Mundo de 2006, o estádio foi chamado de "Estádio da Copa do Mundo da FIFA, Dortmund", enquanto nos jogos da UEFA, é conhecido como "BVB Stadion Dortmund". Atualmente, o estádio recebe até 81.359 espectadores (em pé e sentados) para os jogos da liga e 65.829 espectadores sentados para as partidas internacionais. Para estes, a arquibancada característica do sul é reequipada com assentos de acordo com os regulamentos da FIFA.

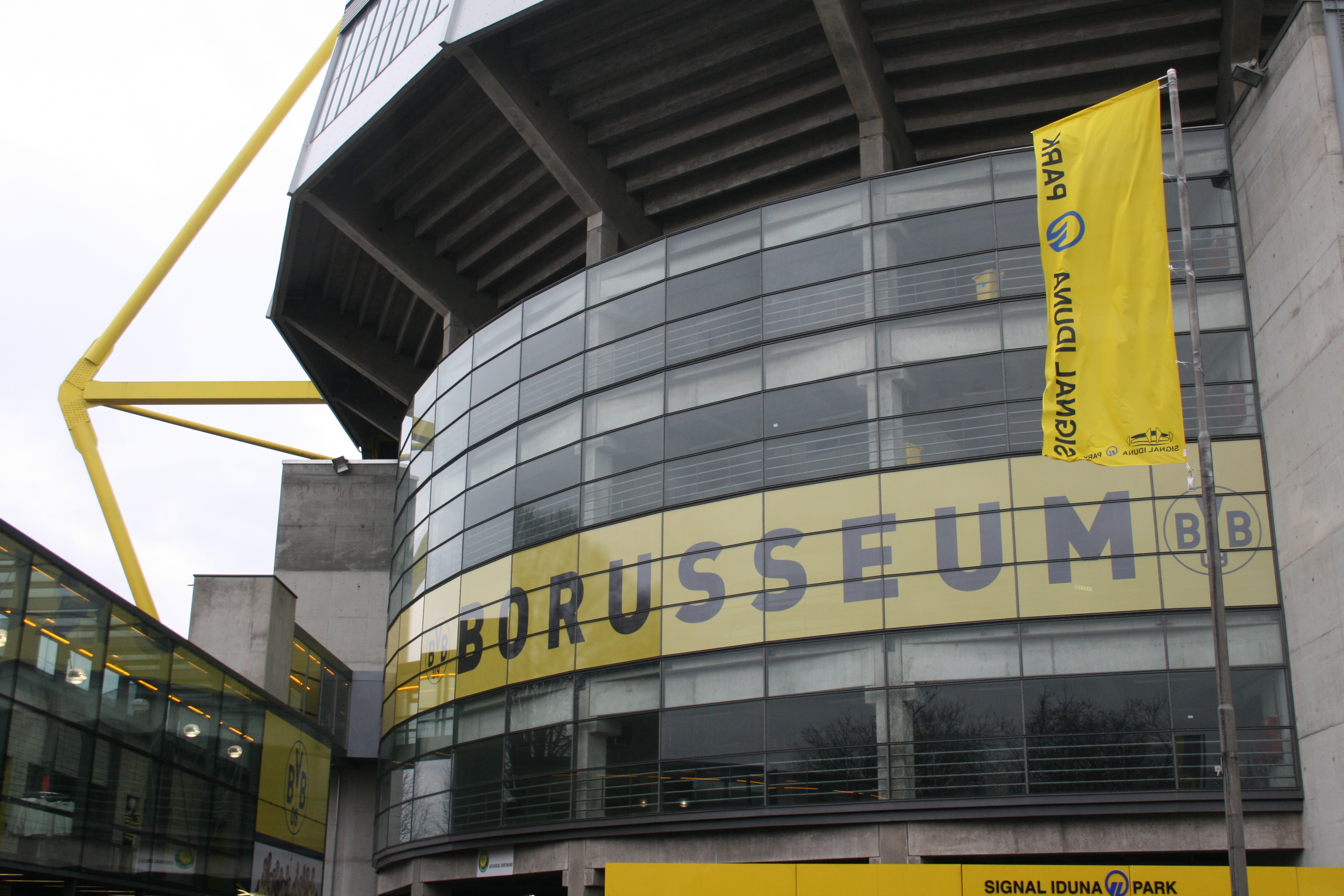
The Borusseum, um museu sobre o Borussia Dortmund

Em 1974, o Westfalenstadion substituiu o Stadion Rote Erde, que fica ao lado e serve agora como estádio do Borussia Dortmund II. Após a crescente popularidade do Borussia Dortmund nos anos 60, tornou-se óbvio que o terreno era pequeno demais para o número crescente de torcedores. A cidade de Dortmund, no entanto, não conseguiu financiar um novo estádio e as instituições federais não estavam dispostas a ajudar. Mas em 1971, Dortmund foi escolhido para substituir a cidade de Colônia, que foi forçada a retirar seus planos de sediar jogos na Copa do Mundo de 1974. Os fundos originalmente reservados para o estádio projetado em Colônia foram então realocados para Dortmund, e um novo estádio se tornou realidade.
O Westfalenstadion sofreu várias reformas ao longo dos anos para aumentar o tamanho, incluindo uma expansão para a Copa do Mundo de 2006. Em 2008, o Borusseum, um museu sobre o clube, abriu no estádio. Em 2011, o Borussia Dortmund concordou com uma parceria com a Q-Cells. A empresa instalou 8.768 células solares no telhado do Westfalenstadion para gerar até 860.000 kWh por ano.

### Centro de treinamento
O campo de treinamento do Borussia Dortmund e a base da Academia Hohenbuschei estão localizados em Brackel, em Dortmund. Dentro do complexo, há treinamento físico para áreas de robótica de condicionamento físico e reabilitação, fisioterapia e salas de massagem, além de piscinas de remediação e hidroterapia. Existem também salas de sauna, vapor, musculação, salas de conferências, escritórios para a administração do BVB, um restaurante e um estúdio de TV para entrevistar os profissionais de futebol e staff do BVB para o BVB total !, o canal do clube.
No local, há cinco campos, dois dos quais têm aquecimento sob o solo, um campo de grama artificial, três pequenos campos e um recinto desportivo multifuncional. Além disso, o clube possui um Footbonaut, um robô de treinamento que é efetivamente uma gaiola de treinamento de 14 m².
O complexo de treinamento e o centro de desempenho de jovens, localizado em Hohenbuschei, serão expandidos em etapas até 2021. Além disso, o Escritório de Negócios Esportivos será totalmente reconstruído a partir do zero. A construção planejada, que custará até 20 milhões de euros, fará do BVB o clube de futebol mais bem equipado do país em infraestrutura.
No Centro de Treinamento Strobelallee, a Academia de Futebol Evonik BVB tem um excelente local de treinamento exclusivamente à sua disposição. Entre outros, a equipe da Bundesliga costumava preparar seus jogos no antigo campo de treinamento do clube.

## Torcida
A torcida do Borussia é apontada como uma das maiores da Europa e a segunda maior da Alemanha. Segundo pesquisas, o clube possui cerca de 10,9 milhões de torcedores em todo o território alemão, com aproximadamente 14% de toda a torcida alemã, ficando atrás apenas do Bayern. O Borussia Dortmund tem a maior média de público no mundo. Em 2014, estimou-se que cada um dos jogos em casa do clube é assistido por cerca de 1.000 espectadores britânicos, atraídos para a equipe por seus baixos preços de ingressos em comparação com a Premier League. A torcida também é conhecida mundialmente por seus tradicionais mosaicos, e uma forte cultura de arquibancada, sempre cantando e incentivando o time, com bandeiras, faixas e expressões artísticas utilizando símbolos do clube.

## Organização e finanças
O Borussia Dortmund e.V. é representado por seu conselho de administração composto pelo presidente Reinhard Rauball, seu procurador e vice-presidente Gerd Pieper e pelo tesoureiro Reinhold Lunow.
O futebol profissional em Dortmund é dirigido pela organização Borussia Dortmund GmbH & Co. KGaA. Este modelo corporativo tem dois tipos de participantes: pelo menos um parceiro com responsabilidade ilimitada e pelo menos um parceiro com responsabilidade limitada. O investimento deste último é dividido em ações. O Borussia Dortmund GmbH é o parceiro com responsabilidade ilimitada e é responsável pela gestão e representação da Borussia Dortmund GmbH & Co. KGaA. O Borussia Dortmund GmbH é de propriedade integral do clube desportivo, Borussia Dortmund e.V. Essa estrutura organizacional foi projetada para garantir que o clube esportivo tenha controle total sobre o plantel profissional.
As ações do clube foram lançadas na bolsa de valores em outubro de 2000 e está listada na Norma Geral da Deutsche Börse AG. O Borussia Dortmund GmbH & Co. KGaA tornou-se o primeiro e até agora o único clube esportivo de capital aberto do mercado de ações alemão.
5,53% da Borussia Dortmund GmbH & Co. KGaA é de propriedade do clube desportivo, Borussia Dortmund e.V .; 9,33% é de Bernd Geske; e 59,93% são de participações amplamentes distribuídos.
Hans-Joachim Watzke é o CEO e Thomas Treß é o CFO da GmbH & Co. KGaA. Michael Zorc, como diretor esportivo, é responsável pela equipe principal, pela equipe de treinadores e pela seção juvenil. O conselho de supervisão é composto, entre outros, pelos políticos Werner Müller e Peer Steinbrück.
Borussia Dortmund e.V. e os indicadores econômicos da Borussia Dortmund GmbH & Co. KGaA revelam que o BVB estará gerando receita de € 305 milhões (US $ 408 milhões) de setembro de 2012 a agosto de 2013.

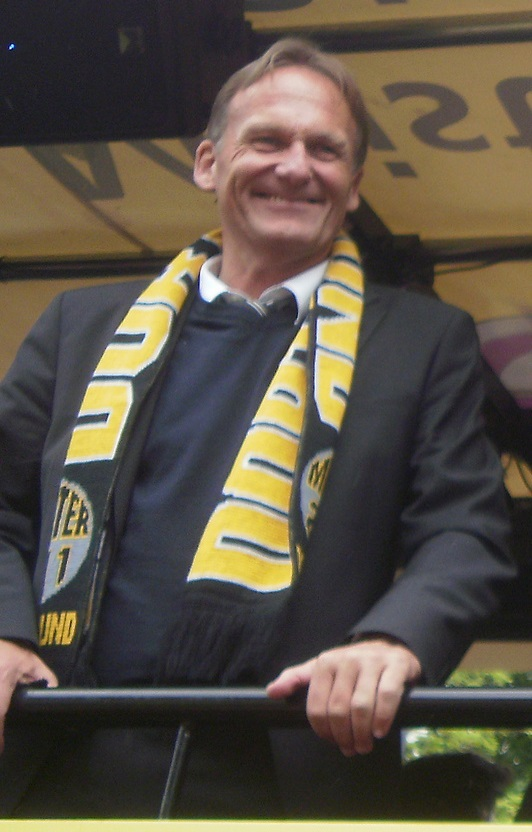
O Presidente, Hans-Joachim Watzke.

### Gestão atual e diretoria
Fonte:
| Borussia Dortmund GmbH & Co. KGaA | Borussia Dortmund GmbH & Co. KGaA                                      |
| Membro                            | Posição                                                                |
| --------------------------------- | ---------------------------------------------------------------------- |
| Hans-Joachim Watzke               | Presidente diretor-gerente de esporte, comunicações e recursos humanos |
| Thomas Treß                       | Diretor administrativo de organização, finanças e instalações          |
| Carsten Cramer                    | Diretor administrativo de vendas, marketing e digitalização            |
| Michael Zorc                      | Diretor esportivo                                                      |
| Sascha Fligge                     | Diretor de comunicação                                                 |
| Reinhard Beck                     | Diretor de Recursos Humanos                                            |
| Dr. Christian Hockenjos           | Diretor da organização médica                                          |
| Marcus Knipping                   | Diretor de Finanças e Instalações                                      |
| Conselho Fiscal                   |                                                                        |
| Member                            | Nota                                                                   |
| Gerd Pieper                       | Presidente do Conselho                                                 |
| Dr. Werner Müller                 | Vice-presidente do conselho                                            |
| Bernd Geske                       | Principal acionista do Borussia Dortmund GmbH & Co. KGaA               |
| Dr. Reinhold Lunow                | Tesoureiro desde 20 de novembro de 2005                                |

## Patrocínio
O principal parceiro publicitário de Dortmund e atual patrocinador de camisas é a Evonik. O principal fornecedor de equipamentos é a Puma desde a temporada de 2012–13. O contrato é válido até 2025. O clube anunciou um acordo com a Opel para ser o primeiro patrocinador da temporada de 2017/18. Em 2020, o Dortmund passou a ter dois patrocinadores masters após anunciar uma parceria de cinco anos com a empresa de telecomunicações 1&1 Ionos. A marca estampará a camisa durante os jogos da Bundesliga.
Além disso, existem três níveis diferentes de parceiros: o BVBChampionPartner inclui, entre outros, a Opel, a Bwin e a EA Sports; A BVBPartner inclui entre outros a MAN, a Eurowings e a Coca-Cola; e BVBProduktPartner inclui entre outros Westfalenhallen e TEDi.
Desde 2012, Brixental nos Alpes Kitzbühel, na Áustria, é também um patrocinador do BVB; além disso, a região é anfitriã de um dos campos de treinamento anuais de verão.

### Fornecedores esportivos e patrocinadores
| Período   | Fornecedor |
| 1974–1990 | Adidas     |
| 1990–2000 | Nike       |
| 2000–2004 | Goool.de   |
| 2004–2009 | Nike       |
| 2009–2012 | Kappa      |
| 2012–     | Puma       |

| Período   | Marca            |
| 1974–1976 | City of Dortmund |
| 1976–1978 | Samson           |
| 1978–1980 | Prestolith       |
| 1980–1983 | UHU              |
| 1983–1986 | Arctic           |
| 1986–1997 | Continentale     |
| 1997–2000 | s.Oliver         |
| 2000–2006 | E.ON             |
| 2006–2007 | !                |
| 2007–2020 | Evonik           |
| 2020–     | 1&1 Ionos Evonik |

| Período   | Marca |
| 2017–2022 | Opel  |
| 2022–     | GLS   |

 * Como resultado da reestruturação, as áreas de negócio de produtos químicos, energia e imóveis da RAG foram transferidas para uma nova entidade de negócios, mas o nome da empresa ainda era desconhecido na época. O ponto de exclamação (!) foi uma obra de arte do pintor Otmar Alt. 

## Clubes afiliados
- Cincinnati United (2014 – presente)[58]
- La Roca Futbol (2014 – presente)[58]
  - A cooperação com os americanos incluirá filosofias e exercícios de treinamento para seus treinadores e acampamentos de treinamento anuais com a equipe técnica do Dortmund.
- Johor DT (2014 – presente)
- Suphanburi (2016 – presente)[59]
- Shandong Luneng (2017 – presente)
- Singapura Warriors (2018 – presente)[60]
  - Essa associação envolve estreita cooperação em treinamento e recrutamento de jogadores.
- Buriram United (2018 – presente)[61]
  - Esse acordo beneficiará o nível juvenil.
- Marconi Stallions (2019 – presente)[62]
  - A cooperação incluirá filosofias e exercícios de treinamento para seus treinadores e acampamentos de treinamento anuais com a equipe técnica do Dortmund.

## Elenco atual
Última atualização: 14 de janeiro de 2025. 

## Jogadores notáveis
- Marco Reus
- Mats Hummels
- Marcel Schmelzer
- Thomas Häßler
- Jürgen Kohler
- Jörg Heinrich
- Christian Wörns
- Julian Weigl
- Stefan Reuter
- Karl-Heinz Riedle
- Roman Weidenfeller
- Sebastian Kehl
- Christoph Metzelder
- Steffen Freund
- Andreas Möller
- Kevin Großkreutz
- Lars Ricken
- Matthias Sammer
- Alfred Preissler
- Jens Lehmann
- Michael Zorc
- Mario Götze
- Amoroso
- Evanílson
- Felipe Santana
- Júlio César
- Dedê
- Ewerthon
- Tinga
- Ivan Perišić
- Łukasz Piszczek
- Robert Lewandowski
- Jakub Błaszczykowski
- Shinji Kagawa
- Christian Pulisic
- Paulo Sousa
- Raphaël Guerreiro
- Ciro Immobile
- Nuri Şahin
- Anthony Modeste
- Lucas Barrios
- Neven Subotić
- Tomáš Rosický
- Jan Koller
- Henrikh Mkhitaryan
- Stéphane Chapuisat
- Pierre-Emerick Aubameyang
- Mohamed Zidan
- Erling Haaland
- Jadon Sancho
- Jude Bellingham

## Treinadores
Abaixo está a lista de treinadores do Borussia Dortmund desde 1923.
| Treinador                | Período   |
| ------------------------ | --------- |
| Anton Cargnelli          | 1923      |
| Ernst Kuzorra (interino) | 1935      |
| Fritz Thelen             | 1935–1936 |
| Ferdinand Swatosch       | 1936–1939 |
| Willi Sevcik (interino)  | 1939      |
| Fritz Thelen             | 1946      |
| Ferdinand Fabra          | 1947–1948 |
| Eduard Havlicek          | 1948–1950 |
| Hans-Josef Kretschmann   | 1950–1951 |
| Hans Schmidt             | 1951–1955 |
| Helmut Schneider         | 1955–1957 |
| Hans Tauchert            | 1957–1958 |
| Max Merkel               | 1958–1961 |
| Hermann Eppenhoff        | 1961–1965 |
| Willi Multhaup           | 1965–1966 |
| Heinz Murach             | 1966–1968 |
| Oswald Pfau              | 1968      |
| Helmut Schneider         | 1968–1969 |
| Hermann Lindemann        | 1969–1970 |
| Helmut Bracht (interino) | 1970      |
| Horst Witzler            | 1970–1971 |
| Herbert Burdenski        | 1972–1973 |
| Detlev Brüggemann        | 1973      |
| Max Michallek (interino) | 1973      |
| János Bédl               | 1973–1974 |

| Treinador                  | Período   |
| -------------------------- | --------- |
| Dieter Kurrat              | 1974      |
| Otto Knefler               | 1974–1976 |
| Horst Buhtz                | 1976      |
| Otto Rehhagel              | 1976–1978 |
| Carl-Heinz Rühl            | 1978–1979 |
| Uli Maslo (interino)       | 1979      |
| Udo Lattek                 | 1979–1981 |
| Rolf Bock (interino)       | 1981      |
| Branko Zebec               | 1981–1982 |
| Karl-Heinz Feldkamp        | 1982–1983 |
| Helmut Witte (interino)    | 1983      |
| Uli Maslo                  | 1983      |
| Helmut Witte (interino)    | 1983      |
| Heinz-Dieter Tippenhauer   | 1983      |
| Horst Franz                | 1983–1984 |
| Timo Konietzka             | 1984      |
| Reinhard Saftig (interino) | 1984      |
| Erich Ribbeck              | 1984–1985 |
| Pál Csernai                | 1985–1986 |
| Reinhard Saftig            | 1986–1988 |
| Horst Köppel               | 1988–1991 |
| Ottmar Hitzfeld            | 1991–1997 |
| Nevio Scala                | 1997–1998 |
| Michael Skibbe             | 1998–2000 |
| Bernd Krauss               | 2000      |

| Treinador                | Período   |
| ------------------------ | --------- |
| Udo Lattek (interino)    | 2000      |
| Matthias Sammer          | 2000–2004 |
| Bert van Marwijk         | 2004–2006 |
| Jürgen Röber             | 2006–2007 |
| Thomas Doll              | 2007–2008 |
| Jürgen Klopp             | 2008–2015 |
| Thomas Tuchel            | 2015–2017 |
| Peter Bosz               | 2017      |
| Peter Stöger             | 2017–2018 |
| Lucien Favre             | 2018–2020 |
| Edin Terzić (interino)   | 2020–2021 |
| Marco Rose               | 2021–2022 |
| Edin Terzić              | 2022–2024 |
| Nuri Şahin               | 2024–2025 |
| Mike Tullberg (interino) | 2025      |
| Niko Kovač               | 2025–     |

## Recordistas
Lista dos artilheiros e dos jogadores que mais atuaram com a camisa do Borussia Dortmund na história (em competições oficiais). Atualizado em 30 de janeiro de 2025.
| 1º  | Michael Zorc       | Meio-Campista | 1981-1998 | 572 |
| 2º  | Mats Hummels       | Defensor      | 2007-2024 | 508 |
| 3º  | Roman Weidenfeller | Goleiro       | 2002-2018 | 453 |
| 4º  | Marco Reus         | Atacante      | 2012-2024 | 429 |
| 5º  | Stefan Reuter      | Meio-Campista | 1992-2004 | 421 |
| 6º  | Lars Ricken        | Meio-Campista | 1993-2006 | 407 |
| 7º  | Dedê               | Defensor      | 1998-2011 | 398 |
| 8º  | Dieter Kurrat      | Defensor      | 1960-1974 | 382 |
| 8º  | Lukasz Piszczek    | Defensor      | 2010-2021 | 382 |
| 10º | Lothar Huber       | Defensor      | 1974-1987 | 372 |

| 1º  | Alfred Preißler           | Atacante      | 1946-1959 | 177 |
| 2º  | Marco Reus                | Atacante      | 2012-2024 | 170 |
| 3º  | Michael Zorc              | Meio-Campista | 1981-1998 | 159 |
| 4º  | Manfred Burgsmüller       | Atacante      | 1976-1983 | 158 |
| 5º  | Timo Konietzka            | Atacante      | 1958-1965 | 155 |
| 6º  | Lothar Emmerich           | Atacante      | 1960-1969 | 148 |
| 7º  | Jürgen Schütz             | Meio-Campista | 1959-1972 | 143 |
| 8º  | Pierre-Emerick Aubameyang | Atacante      | 2013-2018 | 141 |
| 9º  | Alfred Niepieklo          | Atacante      | 1951-1960 | 125 |
| 10º | Alfred Kelbassa           | Atacante      | 1954-1963 | 124 |

- Em destaque, jogadores ainda em atividade pelo Clube.